# 蓬泰努雷
蓬泰努雷（義大利語：Pontenure），是意大利皮亚琴察省的一个市镇。总面积33.8平方公里，人口6217人，人口密度183.9人/平方公里（2009年）。ISTAT代码为033037。